# La Bascule (Bruxelles)
 (septembre 2020).
Si vous disposez d'ouvrages ou d'articles de référence ou si vous connaissez des sites web de qualité traitant du thème abordé ici, merci de compléter l'article en donnant les références utiles à sa vérifiabilité et en les liant à la section « Notes et références ».
Pour les articles homonymes, voir Bascule.
La Bascule est un quartier de Bruxelles, situé entre Uccle et Ixelles près de l’intersection de la chaussée de Vleurgat et de la chaussée de Waterloo. Son emplacement est situé à la place de l'ancien hameau de Vleurgat qui a donné son nom à la chaussée partant du centre d’Ixelles.
Son nom provient de l'ouvrage architectural ou du pont mobile ("bascule publique", "poids public") dans lequel on pouvait peser les chariots avant le péage. Le toponyme désigne le quartier et son centre commercial situé sur la chaussée de Waterloo.
Aujourd'hui, ce quartier est principalement composé de commerces et de galeries d'arts.